# Afonso da Rocha e Castro
Afonso da Rocha e Castro (27 de dezembro de 1897 – 8 de março de 1959), mais conhecido por Afonso de Castro, foi um jornalista e poeta lírico, autor dos livros de poesia Mocidade lírica (1938) e Antifonário pagão (1948). Também se dedicou à tradução poética, principalmente de poemas de autores franceses e espanhóis. Foi pai do cartunista Vasco de Castro.

## Biografia
Nasceu em Vila Real, filho de Vasco da Rocha e Castro, inspector da Companhia dos Tabacos, e de sua mulher Augusta Olímpia Cardoso Baptista, sendo o segundo dos oito filhos do casal. O pai fora estudante em Coimbra e participara nos movimentos literários da época, integrando a revista literária Boémia Nova — Revista de Literatura e Ciência.
Fez o seu ensino primário e a maior parte do secundário em Vila Real, cujo Liceu frequentou atéo ao 6.º ano. Conclui os estudos liceais em Coimbra, mas matriculou-se no curso de Direito da Universidade de Lisboa, que abandonou após dois anos para se empregar como funcionário das Finanças.
Transferiu-se então para Vila Real, onde se fixou como funcionário público e onde a 17 de Setembro de 1934 casou com Lídia Rodrigues Borges. Casal teria um único filho, Vasco de Castro, o conhecido pintor e cartoonista Vasco.
Na Faculdade de Direito de Lisboa foi colega de Florbela Espanca, Marcelo Caetano, José Gomes Ferreira e Norberto Lopes. Com o poeta José Gomes Ferreira e com o jornalista Norberto Lopes, manteve amizade e camaradagem, assim como com o poeta Carlos Queirós Ribeiro, prematuramente falecido em Paris. Estes relacionamentos influenciaram a sua poesia.
Colaborou com jornais do Porto, deixando obra dispersa por diversos jornais e revistas, entre os quais a Seara Nova, O Diabo, O Sol, O Ocidente, o Portucale, e a Civilização. Contudo, a sua principal contribuição foram os livros de poesia que intitulou Mocidade lírica, publicado em 1938 com prefácio de Alberto de Oliveira, e a colectânea Antifonário pagão, publicada em 1948. Apesar de ter anunciado a publicação das obras Pequeno mundo de imagens, prosa e verso e Seara alheia, a morte prematura frustrou-lhe o intento.
A obra de Afonso de Castro foi recebida com entusiasmo, merecendo críticas entusiásticas da intelectualidade da época. Teixeira de Pascoais admirava-o, Ferreira de Castro achou o livro excelente, produto de um notável poeta, e Júlio Dantas considera-o um poeta de delicada sensibilidade, fiel aos cânones da velha poesia.